# Lehmbruck-Museum

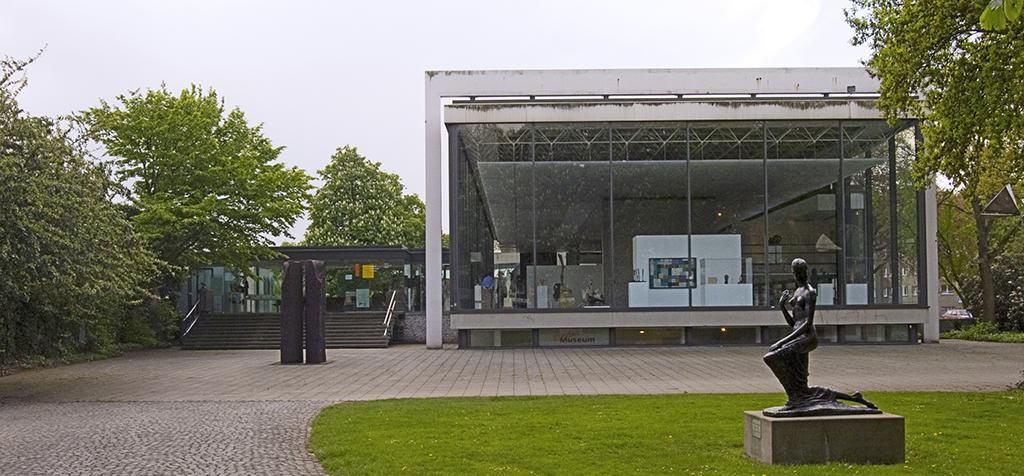
Lehmbruck-Museum, Eingangsbereich; im Vordergrund Die Kniende von Wilhelm Lehmbruck, im April 2005

Das Lehmbruck-Museum ist ein öffentliches Museum in Duisburg mit Schwerpunkt auf dem Werk des Bildhauers Wilhelm Lehmbruck (1881–1919). Es verfügt des Weiteren über eine Sammlung internationaler Skulptur der Moderne und Skulpturen, Plastik und Malerei des deutschen Expressionismus. Das Museum liegt im städtischen Immanuel-Kant-Park und ist von einem öffentlich zugänglichen Skulpturengarten mit über 40 Freiluftskulpturen umgeben.

## Geschichte
Das Lehmbruck-Museum geht zurück auf das Kunstmuseum Duisburg, welches 1924 von dem Kunsthistoriker August Hoff gegründet und als zunehmend eigenständige Einrichtung bis 1933 geführt wurde. Damals wurden Teile der Sammlungen aus dem Duisburger Heimatmuseum, das seit 1902 im neuen Rathaus residierte, in die Tonhallenstraße 11a verlegt. Das Heimatmuseum wurde vorbereitet, unterstützt und begleitet vom Museumsverein von 1902, der wiederum hervorgegangen war aus der Duisburger Altertümerkommission von 1896.
Der Verein, dessen Geschäftsführer Hoff 1924 wurde, wandte sich schon seit 1907 auch der zeitgenössischen Kunst zu. Er begann, eine Sammlung mit Werken des Bildhauers Wilhelm Lehmbruck aufzubauen, der 1881 in Meiderich (heute ein Stadtteil Duisburgs) zur Welt gekommen war. Hoff blieb bis 1926 für beide Museen zuständig, die zunächst noch einen gemeinsamen Haushalt hatten. Anfang der 1930er Jahre wurde der Museumsverein zum Kunstverein umgewandelt und Förderverein des Kunstmuseums, das die Stadt Duisburg 1931 als Träger übernahm.
Aus dem zweiten Standort in der Tonhallenstraße, in den 1924 auch die Lehmbruck-Objekte überführt wurden, entwickelte sich in wenigen Jahren das heutige städtische Kunstmuseum. Einige weitere Impulse aus Bürgerschaft und städtischen Gremien aus der Zeit vor Beginn und vor Ende des Ersten Weltkriegs sowie Übernahmen aus dem Nachlass des namengebenden Künstlers trugen zur Entstehung der Sammlung wesentlich bei. Eine größere Anzahl von Objekten ging der Sammlung 1937 durch die nationalsozialistischen Aktivitäten gegen die angeblich „Entartete Kunst“ verloren.
Ab 1958 wurde auch internationale Skulptur der Moderne in die Sammlung aufgenommen. Der heutige Museumsbau am Rand des Immanuel-Kant-Parks in Duisburg wurde von Manfred Lehmbruck (1913–1992), einem Sohn Wilhelm Lehmbrucks, errichtet. Die Große Glashalle und der Lehmbruck-Trakt entstanden 1964. Der Förderkreis des Wilhelm Lehmbruck Museums e. V. wurde 1968 gegründet. Ab 1983 entstand ein Erweiterungsbau, der 1987 eröffnet wurde.
2000 schloss sich der Museumsverein Duisburg mit dem Förderkreis zum neuen Freundeskreis Wilhelm Lehmbruck Museum e. V. zusammen und es wurde die Stiftung Wilhelm Lehmbruck Museum gegründet. Somit ist das ehemalige städtische Museum heute in der Trägerschaft einer Rechtsfähigen Stiftung des bürgerlichen Rechts.
2009 wurde der 1.141 Werke umfassende Nachlass von Wilhelm Lehmbruck erworben. Er besteht aus Skulpturen, Gemälden und Werken auf Papier. Dies geschah im Zusammenwirken von Familie Lehmbruck, dem Museum, der Stadt Duisburg, dem Land Nordrhein-Westfalen, der Wirtschaft, mehreren Kunststiftungen und öffentlichen Förderern.
2012 mussten aus dem Stiftungskapital vorübergehend 700.000 Euro entnommen werden. 2013 wurde ein Sanierungsplan aufgestellt. 2016 erhielt das Museum von der Stadt Duisburg einen Zuschuss in Höhe von 100.000 Euro. Damit wurde das Gesamtdefizit der Stiftung um 950.000 Euro reduziert.
Das Museum positioniert sich seitdem vermehrt gesellschaftspolitisch: Söke Dinkla ist als Vorstandsvorsitzende der Stiftung Erstunterzeichnerin der Kampagne „NRW-Erklärung der Vielen“ vom November 2018, die für den Zusammenhalt in Kunst und Kultur als Teil des zivilgesellschaftlichen Engagements gegen rechtspopulistische sowie völkisch-nationale Strömungen wirbt. Im Rahmen der Ausstellung The Walk von Jochen Gerz wurde 2018/2019 demonstrativ eine Gruppe von Flüchtlingen in die Museumsarbeit einbezogen.

## Sammlung

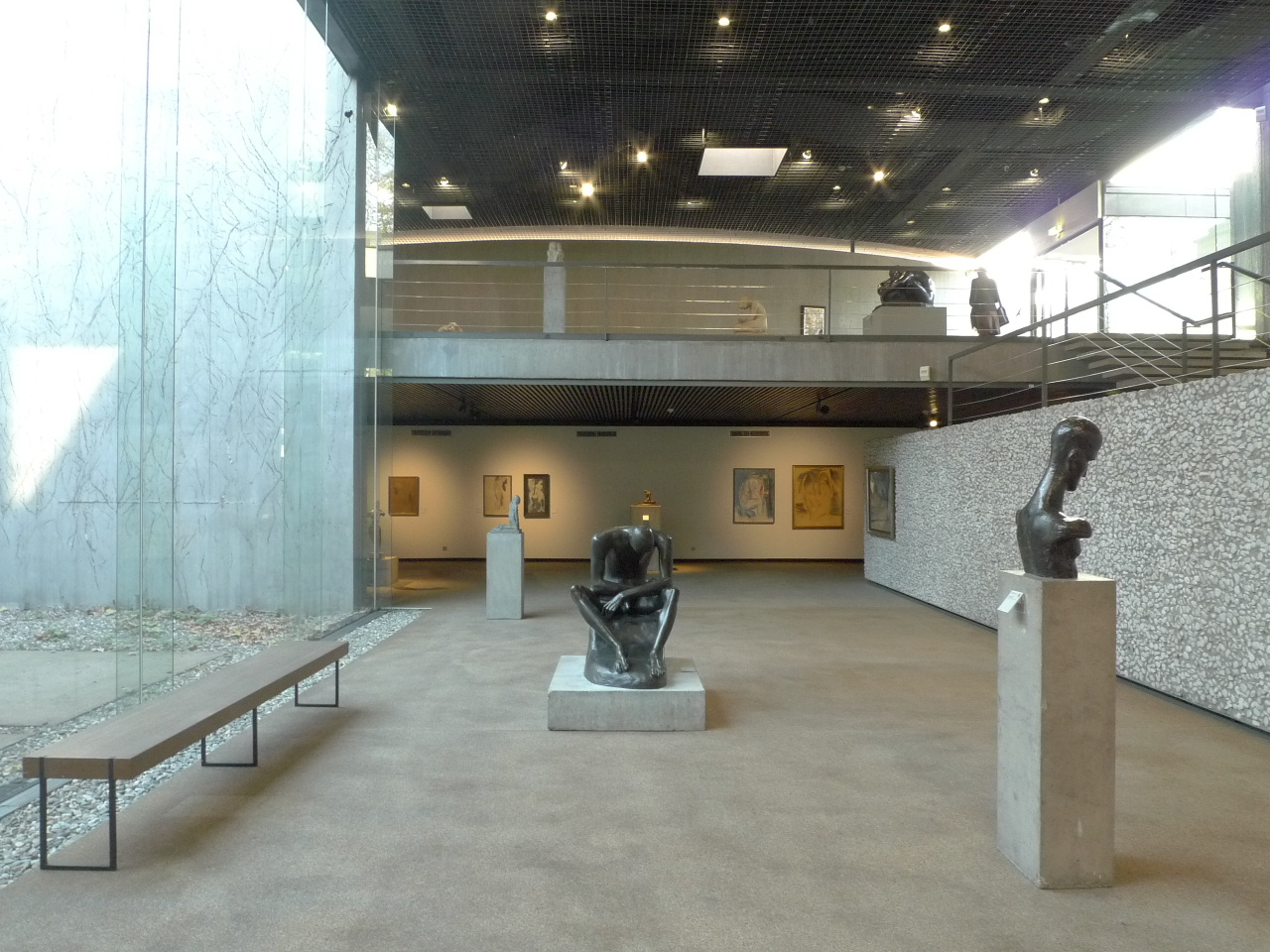
„Lehmbruck-Trakt“ – links das Atrium (2010)

Die Sammlung des Museums besteht hauptsächlich aus den Plastiken Wilhelm Lehmbrucks und anderer nationaler und internationaler Künstler des 20. Jahrhunderts. Seit seiner Gründung hatte das Haus rund 165 Werke Lehmbrucks, vor allem seine Plastiken, erwerben können. Dazu kamen 2009 aus dem künstlerischen Nachlass 33 Skulpturen, 18 Gemälde, 11 Pastelle, 819 Zeichnungen und 260 Druckgrafiken. Diese 1.141 Werke hatten bis dahin als Leihgaben der Erbengemeinschaft Lehmbruck zur Verfügung gestanden.
Daneben verfügt das Museum über eine Sammlung deutscher Malerei des späten 19. und 20. Jahrhunderts, so Gemälde der „Brücke“-Künstler Ernst Ludwig Kirchner, Erich Heckel, Karl Schmidt-Rottluff, Max Pechstein und Otto Mueller sowie Gemälde von August Macke, Alexej von Jawlensky, Oskar Kokoschka, Emil Nolde, Heinrich Campendonk, Christian Rohlfs und Johannes Molzahn als weitere Vertreter des Expressionismus. Gemälde der Bauhaus-Schule, von Max Beckmann und Ernst Wilhelm Nay, sowie Fotografien und Druckgraphiken ergänzen die Sammlung.
In der Skulpturensammlung des Museums sind viele wichtige Künstler und Kunstrichtungen des 20. und 21. Jahrhunderts vertreten: Alexander Archipenko, Ernst Barlach, Joseph Beuys, Hermann Blumenthal, Constantin Brâncuși, Eberhard Bosslet, Christo, Abraham David Christian, Salvador Dalí, Raymond Duchamp-Villon, Max Ernst, Naum Gabo, Alberto Giacometti, Julio González, Duane Hanson, Antonius Höckelmann, Menashe Kadishman, Käthe Kollwitz, Ludwig Kasper, Henri Laurens, Jacques Lipchitz, Ewald Mataré, Franz Marc, László Péri, Antoine Pevsner, Pablo Picasso, Alexander Michailowitsch Rodtschenko, und Richard Serra.

### Werke Wilhelm Lehmbrucks (Auswahl)

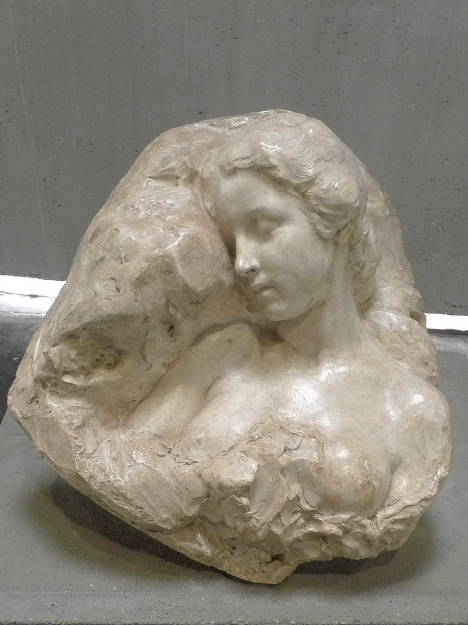
Schlaf (1907)
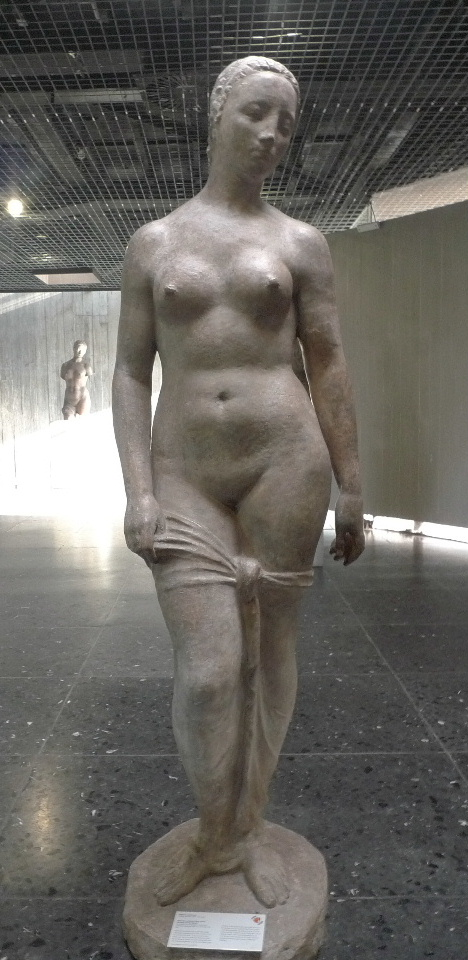
Stehende weibliche Figur (1910)
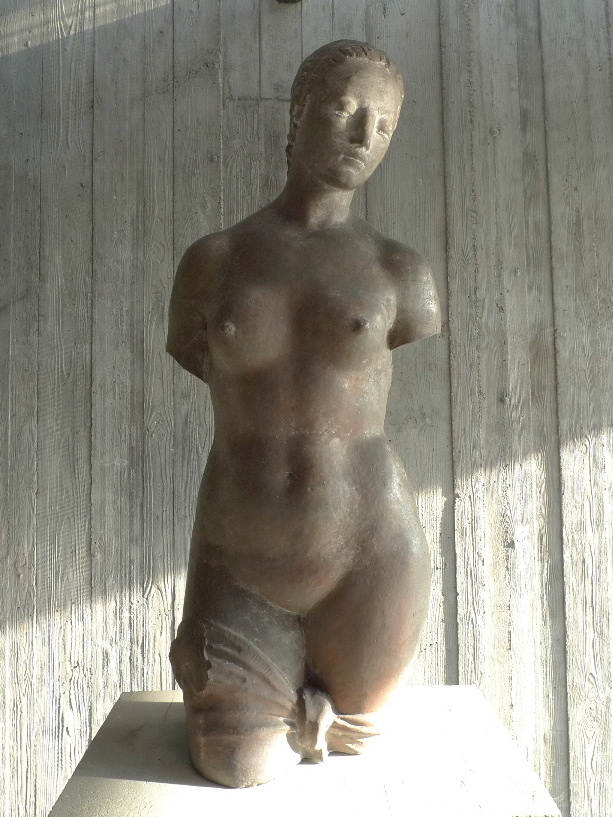
Weiblicher Torso (Torso der Großen Stehenden) (1910)
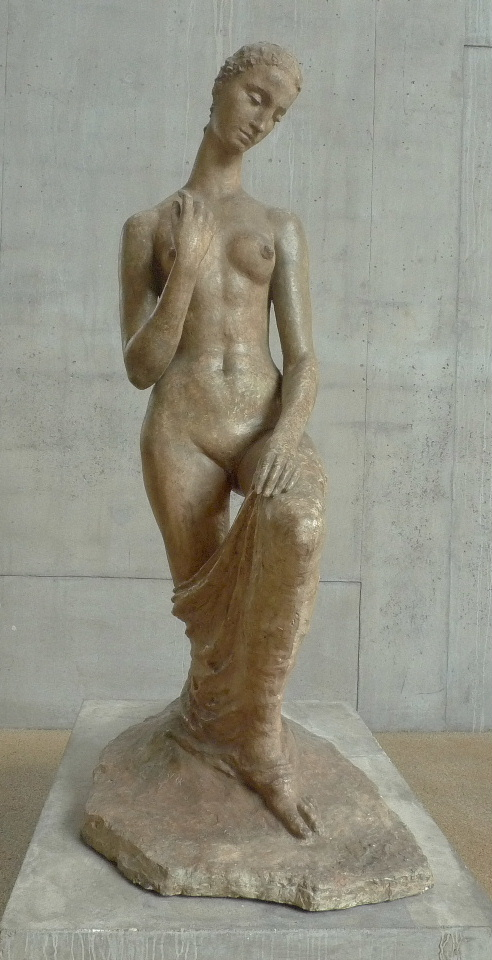
Kniende (1911)
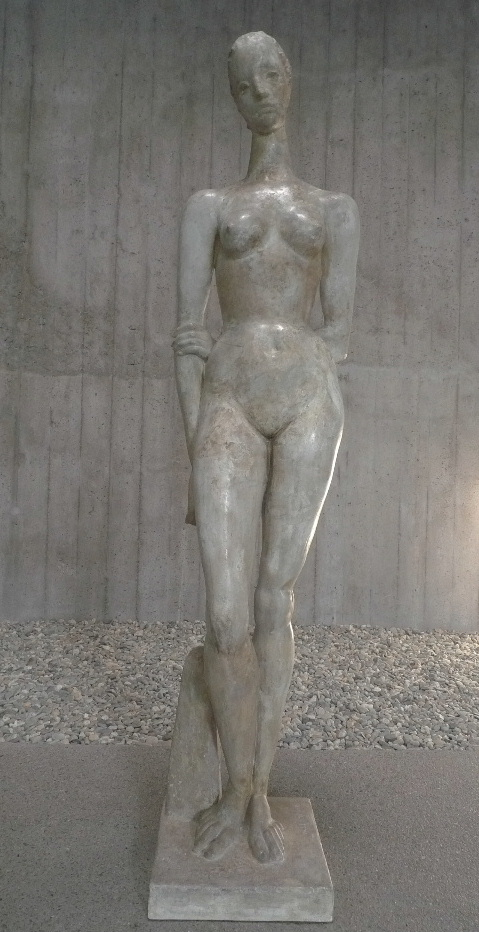
Große Sinnende (1913)
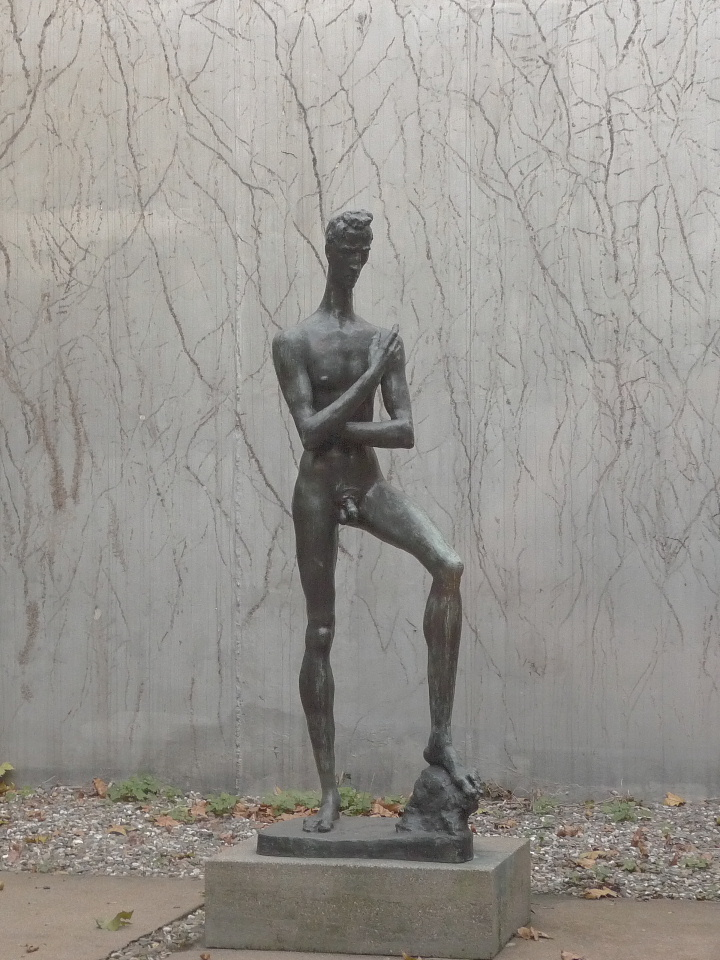
Emporsteigender Jüngling (1913)
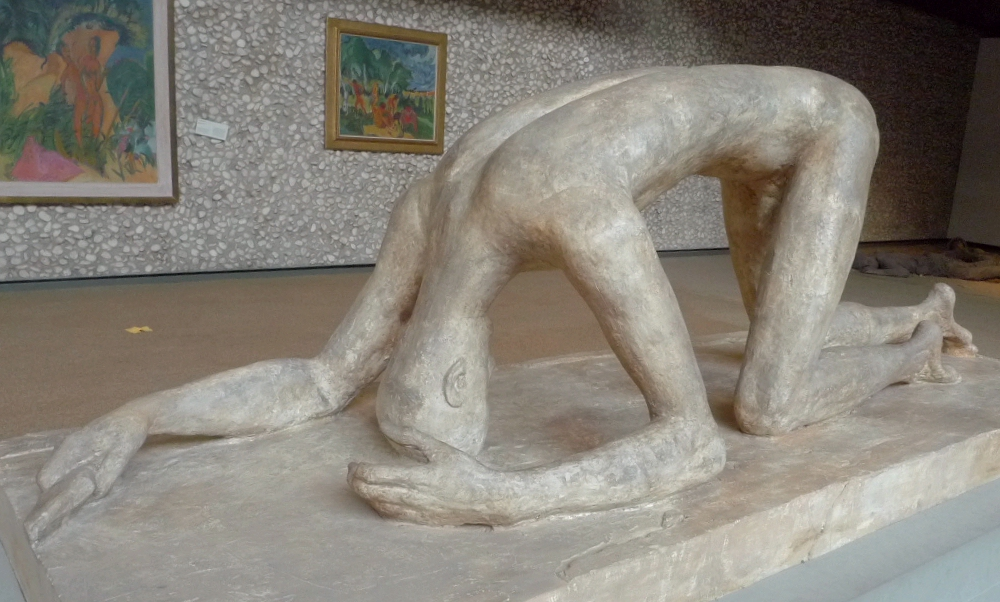
Der Gestürzte (1915/16)
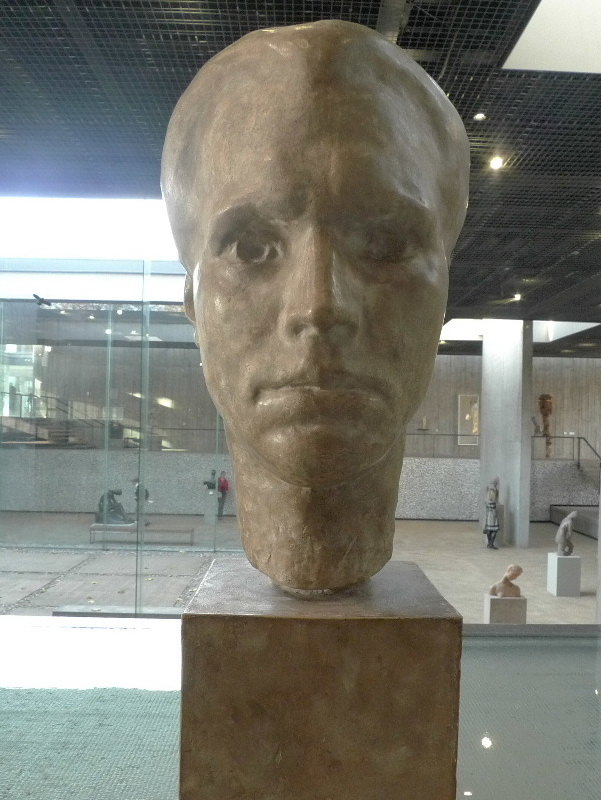
Porträtkopf Fritz von Unruh (1918)

### Klassische Moderne und zeitgenössische Kunst (Auswahl)
- Max Beckmann: Rugbyspieler (1929)
- Giorgio de Chirico: Reiter (Dioskur) (1940)
- Abraham David Christian: Masada (1978/1979)
- Abraham David Christian: Der Heilige Mensch I,II (1981)
- Max Ernst: Die Versuchung des Heiligen Antonius (1945)
- Belu-Simion Fainaru: Bait/Haus (1998/1999)
- Alberto Giacometti: Frau auf dem Wagen I (um 1943)
- Dani Karavan: Dialog (1989)
- Horst Münch: Kopfbahn (1982/1984)
- Eduardo Paolozzi: Egypt (1990)
- David Rabinowitch: Metrical (Romanesque) Construction in 5 Masses and 2 Scales (1973/1991)
- Norbert Radermacher: Der Posten (1989)
- Erich Reusch: Ohne Titel (1977)
- George Segal: Woman in lace (1985)
- Richard Serra: Weitmar (1984)
- Jean Tinguely: Märchenrelief (Le canard enchanté, Der rasende Gartenzwerg, Der traurige Löwe, Der stolze Adler) (1978)
- Heinz Trökes: Zwischen den Blöcken (1947)
- Friederich Werthmann: Felix Austria (1974)

### Skulpturengarten (Auswahl)
Im Skulpturenhof des Museums und in den Grünanlagen des Immanuel-Kant-Parks befinden sich über 40 Skulpturen international bedeutender Künstler.
Im Rahmen des Projekts „Stadtlicht-Lichtkunst“ von 2004 installierte die Lichtkünstlerin Claudia Wissmann außerdem „5000 kleine“ Spiegel „in der Katalpa auf dem Skulpturenhof“ der Stiftung Wilhelm Lehmbruck Museum und verwandelte die Katalpa so zu einem Glitzerbaum.

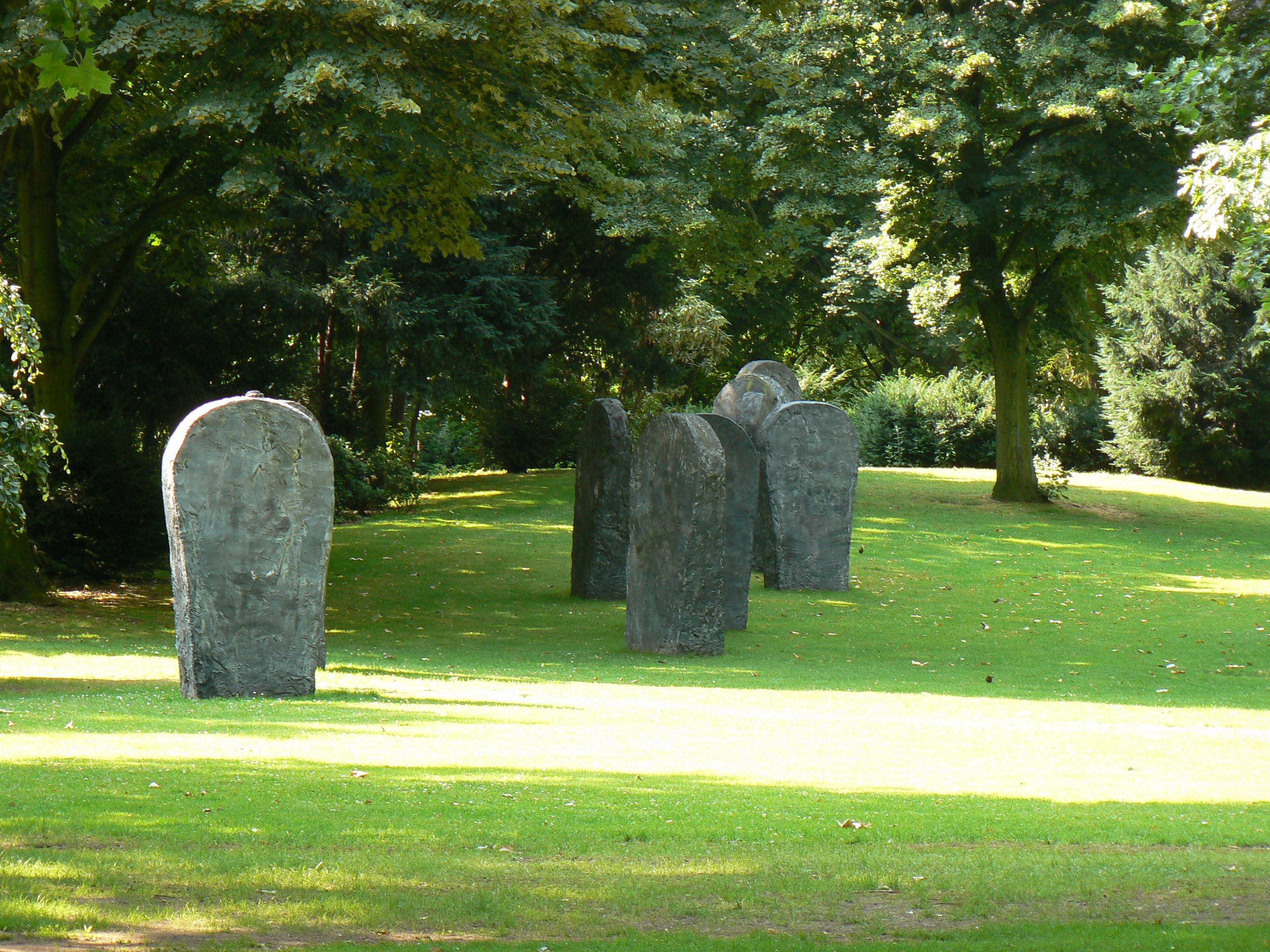
Magdalena Abakanowicz: Neun-Figuren-Raum (1990)
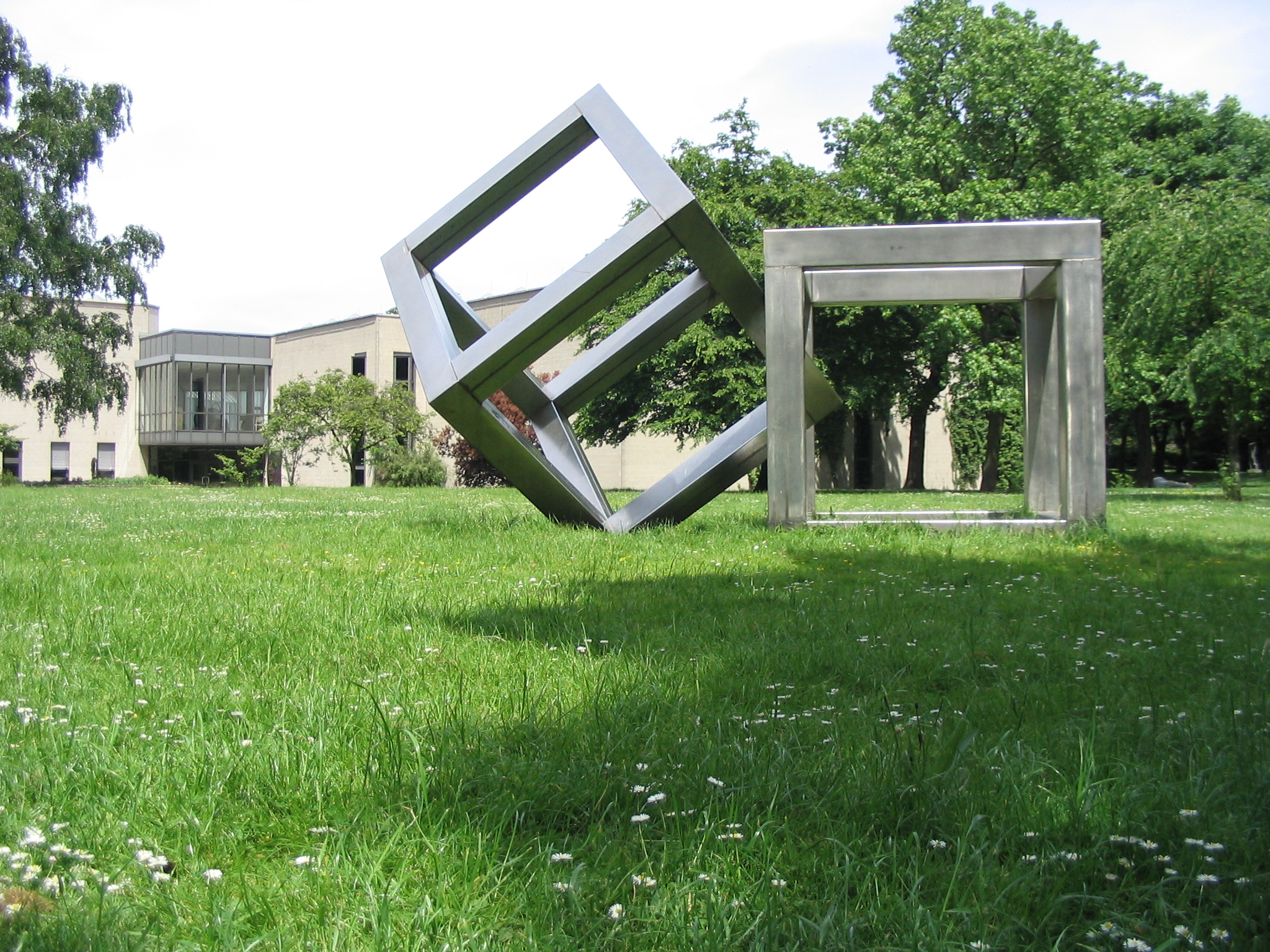
Alf Lechner: Sculptuur „3“ (1973)
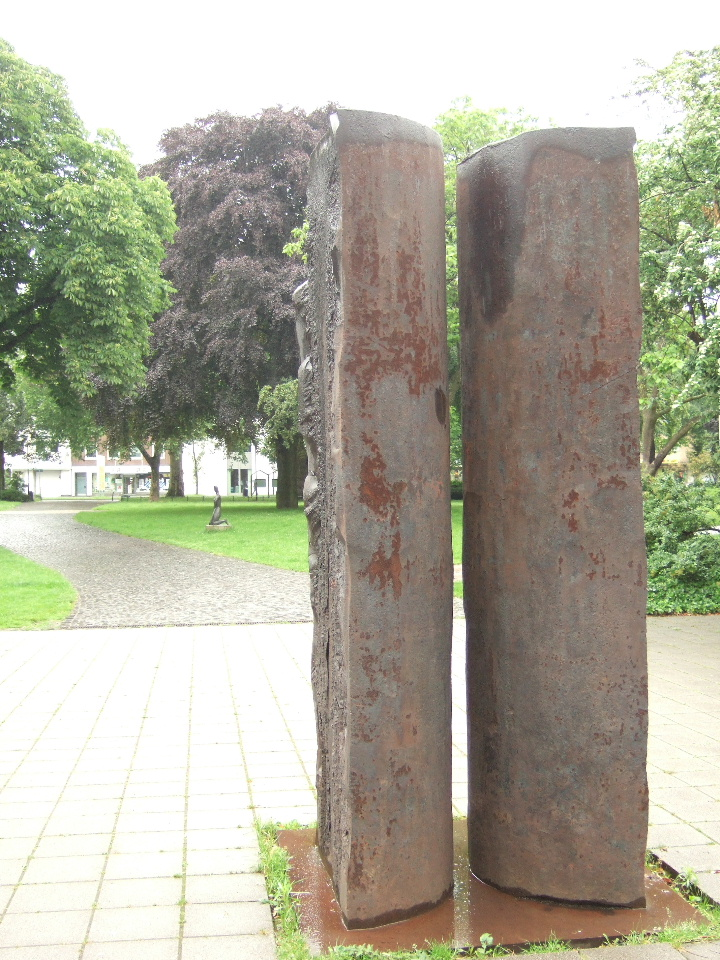
Alf Lechner: Große Zylinderspaltung (1991)
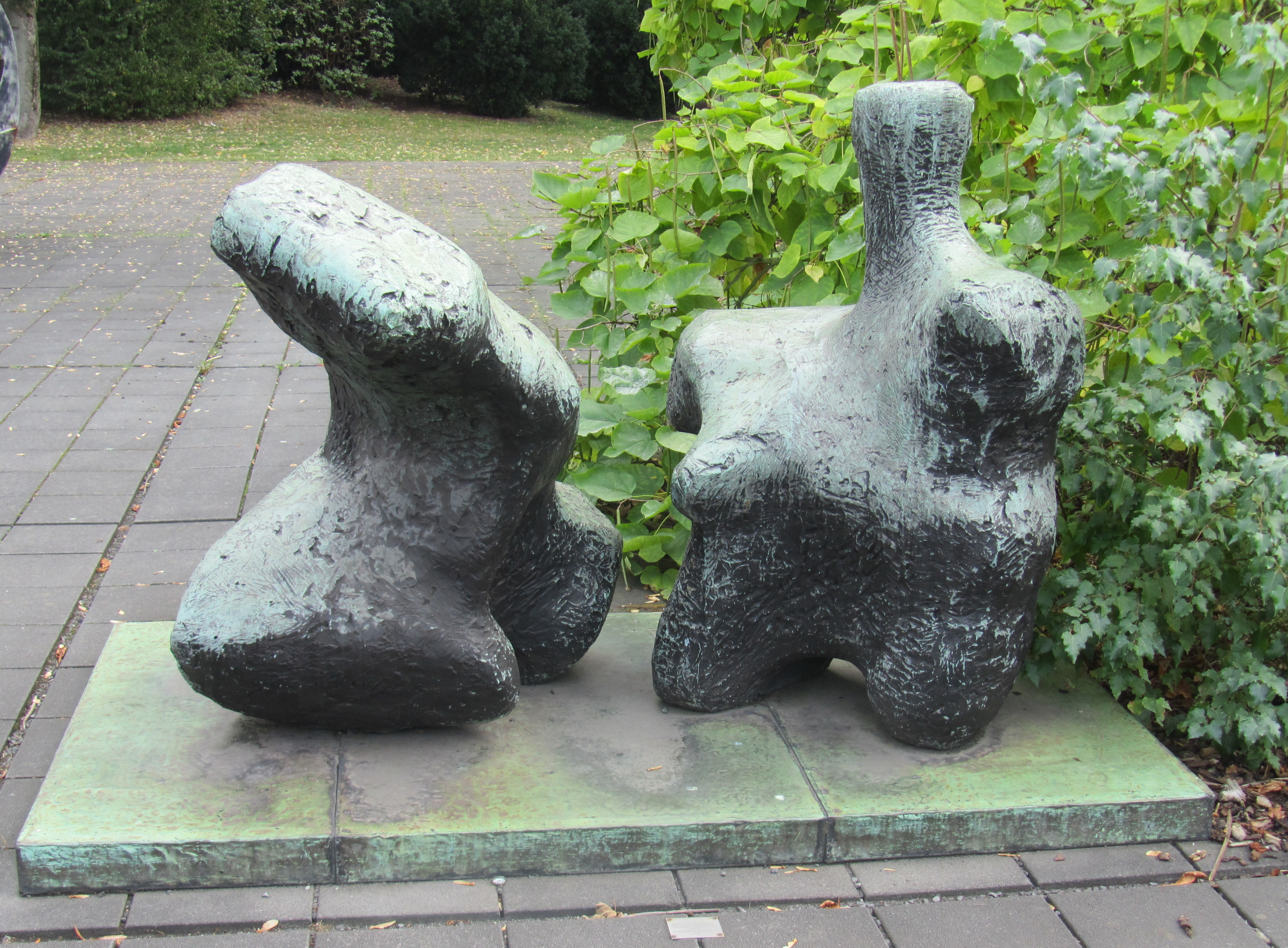
Henry Moore: Two Piece Reclining Figure No. 1 (1959)
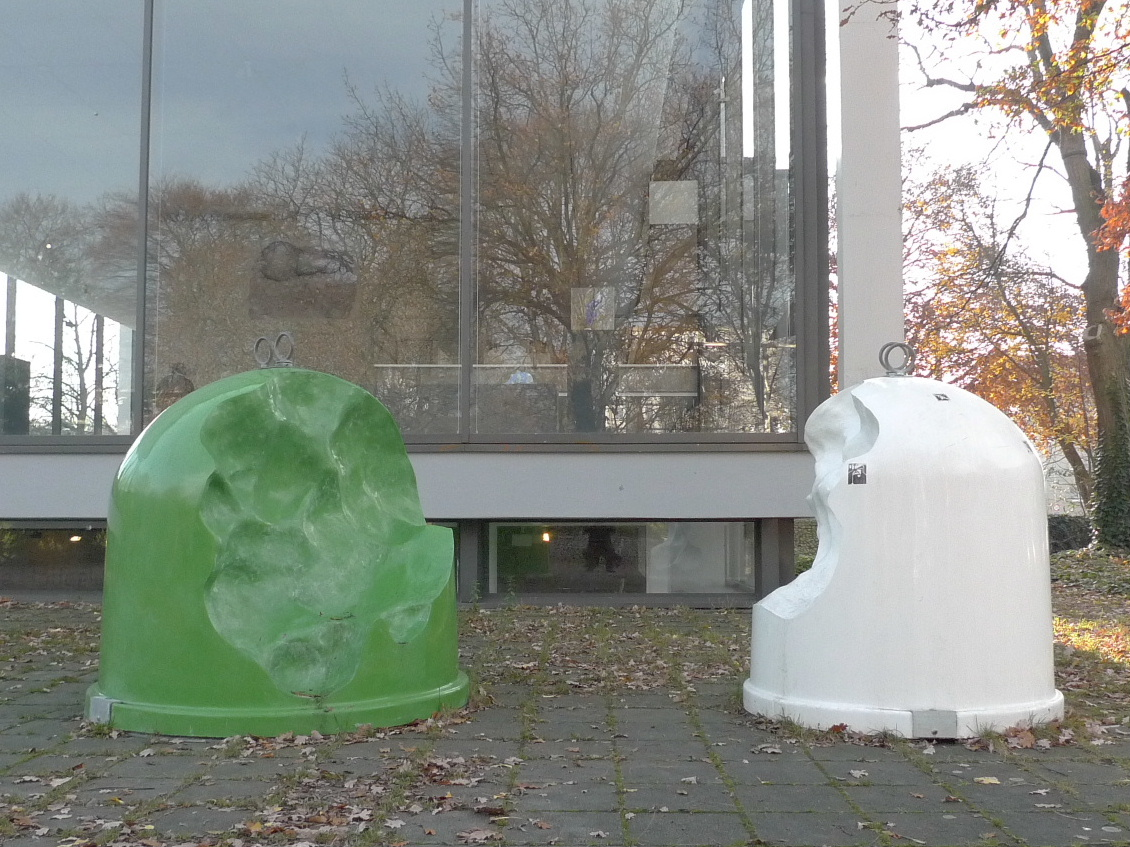
Wilhelm Mundt: Trashstones (2010)
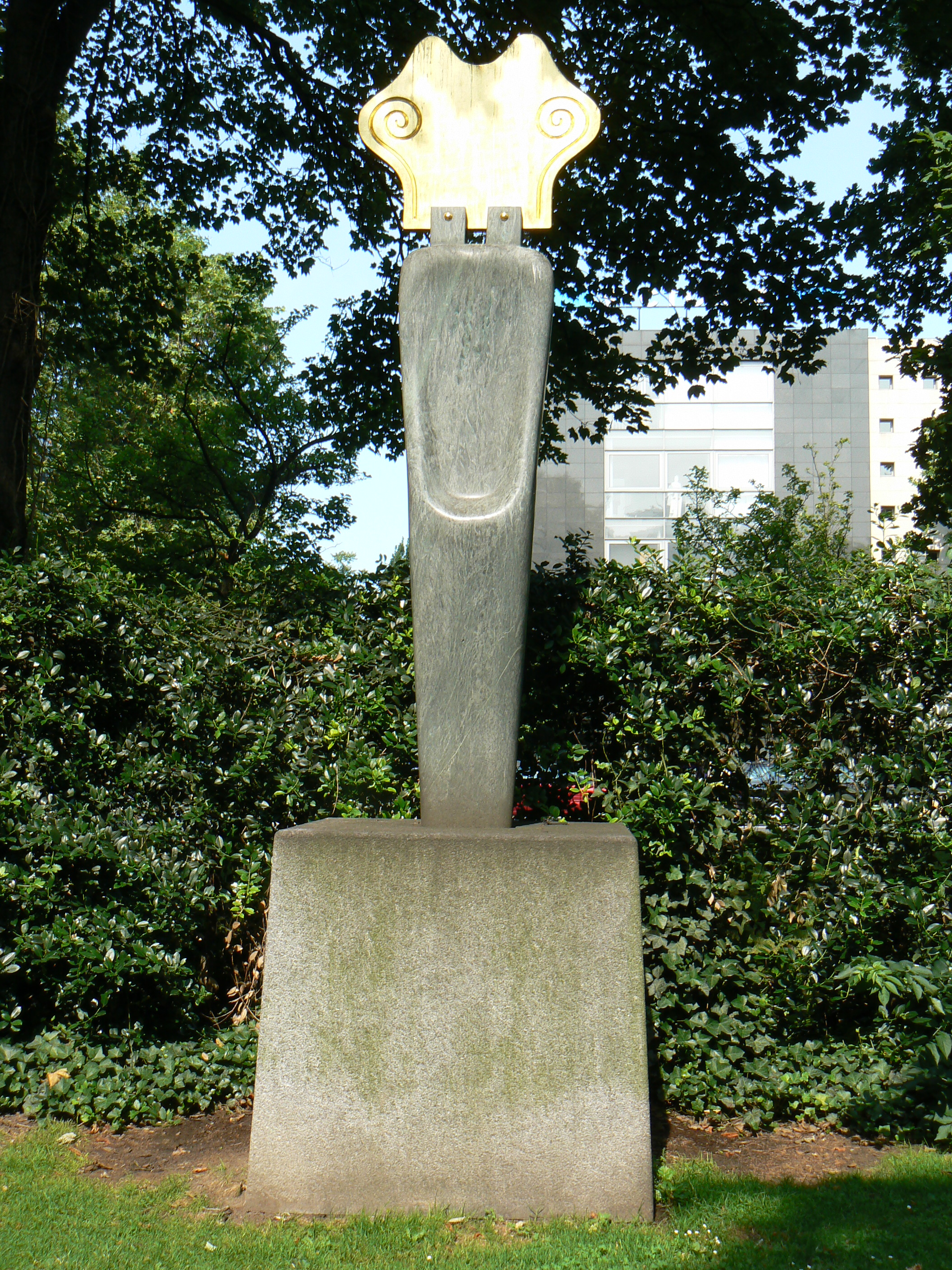
Meret Oppenheim: Der grüne Zuschauer (Einer der zusieht, wie ein anderer stirbt) (1933/1977)
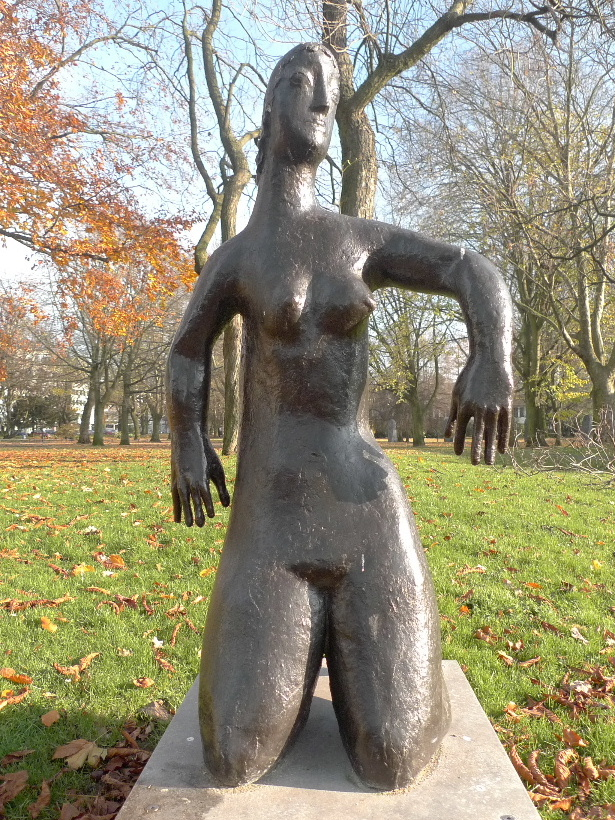
Toni Stadler: Kniende Figur – Eos (1958)
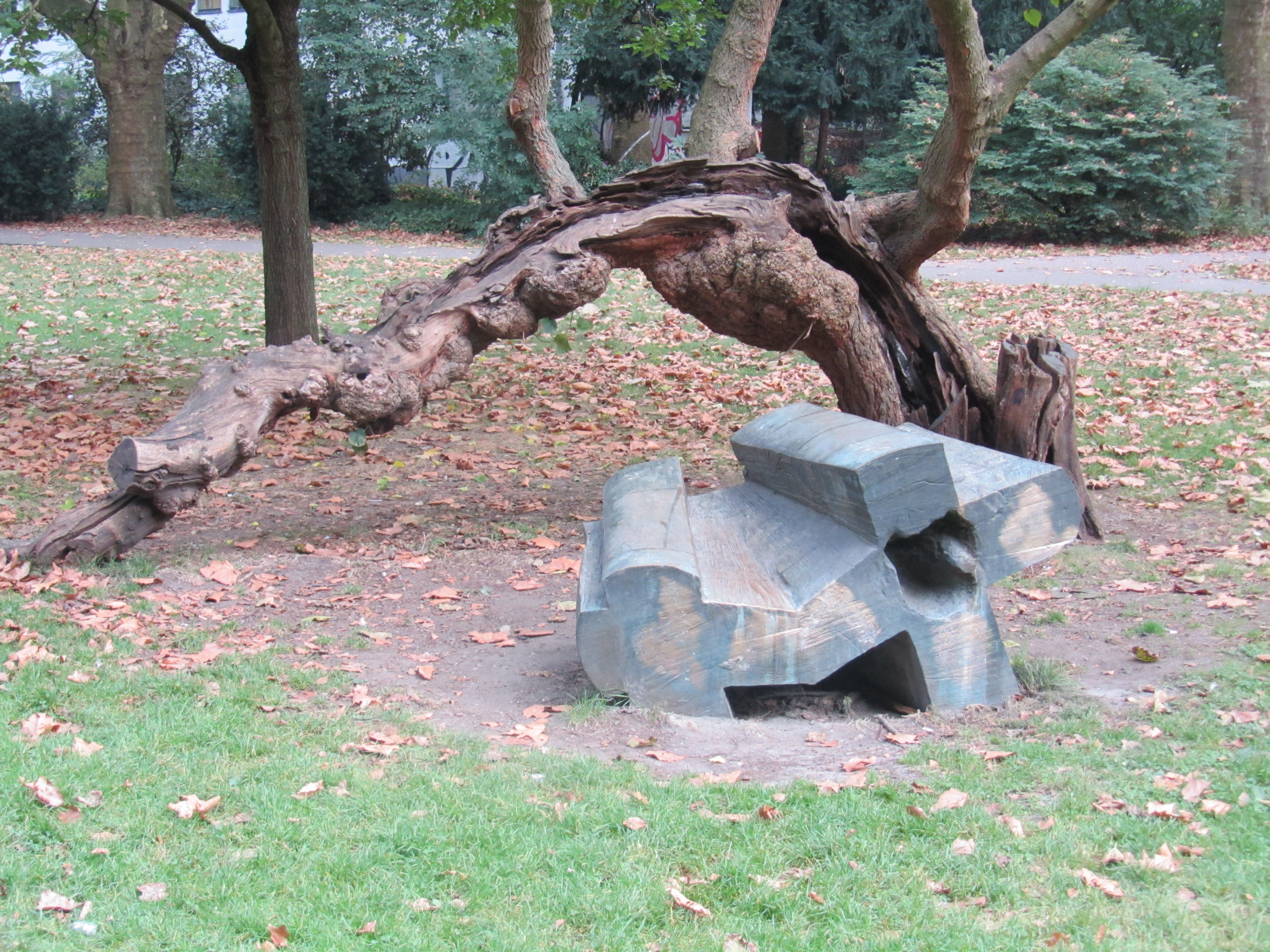
Klaus Simon: Skulptur für einen Baum (1989/1990)

- Kenneth Armitage: Der Prophet (1961)
- César: L’Homme de Figanères (1964)
- Bogomir Ecker: Boden 1/Hertz (1988/1990)
- Dirk Gottfriedt, Große Rauchwolke (1978)
- Karl Hartung: Thronoi (1958/59)
- Erich Hauser: 17/70, Raumsäule (1970)
- Ernst Hermanns: Plastik I/67 (1967)
- Rudolf Hoflehner: Formation 29 (1959/1960)
- Berto Lardera: Zwischen zwei Welten I (1952)
- Heinz-Günter Prager: Abdeckung III (1973)
- George Rickey: Two Congenial Segments, Rotation IV (1980)
- Michael Schoenholtz: Besuch in Rom IV (1998)
- Pinuccio Sciola: Uccello di pietra (1985)
- Werner Stötzer: Liegende (1998)
- Günter Tollmann: Beweglicher Plastik PA II (1971)

## Museumsbau
Der Museumsbau am Rand des Immanuel-Kant-Parks in Duisburg wurde von Manfred Lehmbruck (1913–1992) – einem Museumsarchitekten und Sohn von Wilhelm Lehmbruck – in drei Abschnitten errichtet. Die Große Glashalle von 1964 rechts vom Eingang enthält Räumlichkeiten für die Sammlungen der Skulptur und Malerei. Sie dehnt sich auf mehreren Ebenen und Laufwegen aus und war für die Sammlungen, aber auch für Wechselausstellungen gedacht.
Auch der Lehmbruck-Trakt entstand 1964. Für diesen Teil des Baus auf der linken Seite der Kassenhalle entwarf Manfred Lehmbruck für das skulpturale und malerische Lebenswerk seines Vaters einen Stahlbetonbau, der sich auf mehreren Galerieebenen mit langen Treppenläufen tief in die Erde eingräbt. „Um ein offenes zentrales Atrium, das als strenges Quadrat gestaltet ist, werden die Binnenräume an der Nord- und Südseite von jeweils zwei gegeneinander versetzten und gewölbten Betonschalen begrenzt.“
Bald nach der Eröffnung des Museums stellte sich heraus, dass die ständig wachsenden Sammlungen und innermusealen Bedürfnisse eine Erweiterung verlangten. Im Mai 1983 entstand ein neues Gebäude, das nach dem Entwurf von Manfred Lehmbruck und in Kooperation mit dem Dortmunder Architekten Klaus Hänsch ausgeführt wurde. „Für diesen Komplex, der wie bereits in der ersten Museumsplanung vorgesehen, erneut den Skulpturenhof als zentralen Binnenraum aufwertet und in südlicher Richtung erweitert, wurden drei verschieden große und fensterlose Kuben auf quadratischem Grundriss miteinander verzahnt.“ Eröffnet wurde der Erweiterungsbau 1987. Vorgesehen war, in diesem neuen Bereich die Privatsammlung des Schriftstellers Lothar-Günther Buchheim aufzunehmen, der jedoch sein Angebot vor Fertigstellung des Anbaus zurückzog.
Das Museum wurde im Jahr 2010 in mehrmonatigem Umbau von zahlreichen Einbauten vergangener Jahre befreit, so dass in den beiden frühen Gebäuden die ursprünglichen Wände aus braunen Ziegeln, weißem Kiesel und grauem Sichtbeton wieder hervor kamen. Im März 2012 verfügte die Bauaufsicht NRW für einige Wochen die Schließung des Museums, wegen akuter Mängel der Deckenplatten aus dem Jahre 1964.

## Direktoren
- August Hoff, 1924–1933.
- Herbert Griebitzsch, 1934–1945.
- Ernst D’ham, 1948–1954.
- Gerhard Händler, 1954–1970.
- Siegfried Salzmann, 1971–1984.
- Christoph Brockhaus, 1985–2010.
- Raimund Stecker, 2010–2013.
- Söke Dinkla, seit 2013.

## Filme
- Lehmbruck-Museum, Duisburg (= Museums-Check. Folge 70). Reportage, 30 Min., Moderation: Markus Brock, Produktion: 3sat. Erstausstrahlung: 29. August 2021.[9]